# Aspidostemon microphyllus
Aspidostemon microphyllus är en lagerväxtart som beskrevs av Van der Werff. Aspidostemon microphyllus ingår i släktet Aspidostemon och familjen lagerväxter. Inga underarter finns listade i Catalogue of Life.